# Kip Kailashnath Mahadev
Kip Kailashnath Mahadev (nepalsko कैलाशनाथ महादेव) je najvišji kip Šive na svetu. To je drugo najvišje hindujsko božanstvo po kipu Garuda Višnu Kencana na Baliju v Indoneziji. Stoji se v Sangi, na meji okrajev Bhaktapur in Kavrepalanchwok v Nepalu, približno 20 km od Katmanduja.
Kip je visok 43,5 m in je bil narejen iz bakra, cinka, betona in jekla.

## Oblika in gradnja
Zasnovan za podobo hindujskega boga Šive, je videti kot čudež nepalskega inženiringa. Gradnja kipa se je začela leta 2003 in je bila dokončana leta 2010. Zgradili so ga predvsem Kamal Jain in "Hilltake", podjetje Jain ustanovljeno v Nepalu leta 1992, ki se ukvarja z izdelki, kot so rezervoarji za vodo. Nepalski inženirji so sodelovali pri gradnji skupaj z enim izkušenim indijskim inženirjem, specializiranim za projektiranje in gradnjo velikih objektov.
Temelj kipa je globok približno 30 metrov, kar je bilo potrebno za zasidranje strukture v skalo. Zaradi nevarnosti potencialnih zemeljskih plazov so bile zgrajene tudi strukture za stabilizacijo tal.

## Turizem
Približno 5000 obiskovalcev prihaja gledat kip na delovni dan, bistveno večje število obiskov pa je ob vikendih, državnih praznikih in hindujskih festivalih.
Zaradi števila obiskovalcev je kip prispeval k verskemu turizmu v Nepalu, tako lokalno kot mednarodno, povečal gospodarsko aktivnost lokalne skupnosti in vplival na razvoj bližnjih vasi.